# 利比達寓言
《利比達寓言》（日語：リベルタスの寓話）是日本推理作家島田莊司的推理小說，為其筆下的偵探御手洗潔系列小說。
本小說由《利比達寓言》和《克羅地亞人之手》兩個中篇故事構成。

## 書籍出版資訊
| 出版者       | 出版日期      | 媒介       | 頁數  | 書籍編碼           | 譯者   |
| ------------ | ------------- | ---------- | ----- | ------------------ | ------ |
| 講談社       | 2007年10月6日 | 單行本     | 390頁 | ISBN 9784062142762 |        |
| 講談社       | 2011年8月12日 | 講談社文庫 | 480頁 | ISBN 9784062770125 |        |
| 皇冠文化出版 | 2009年8月28日 | 平裝書     | 351頁 | ISBN 9789573325765 | 詹慕如 |

## 《利比達寓言》

### 故事概要
在中世紀克羅地亞的自治都市杜布羅夫尼克，相傳有一種馬口鐵製成的人偶「利比達」。傳說如果在中空的利比達的身體中放入形似內臟的物件後，黃泉之國的守門人就會誤認為它是人類，而讓它獲得生命。獲得生命的利比達將會擁有強大的力量，足以擊退來犯的鄂圖曼回教大軍。因此利比達也被視為象徵「自由」的救世主。
然而在21世紀的波斯尼亞和黑塞哥維那的都市莫斯塔爾，發生了一件比擬「利比達」傳說的兇案：被害者被開膛破肚，取走內臟，并用各種怪異的東西代替內臟......在調查之下，雖然鎖定了與死者具有深仇大恨的嫌疑犯，然而對方卻有著鐵壁般的無罪證據：現場留下的兇嫌之血的血型為O型，而該嫌疑犯的血型則是A型......案件進度陷入膠著狀態，在當地執行維和任務的北約聯繫上和御手洗素有交情的海利西前來幫忙，並和遠在瑞典的御手洗越洋討論案情。在御手洗的協助下，案件真相逐漸大白：原來此案不但牽涉到民族紛爭，更與線上遊戲的龐大利益鏈相關......

### 登場人物

#### 主要角色
御手洗 潔（Mitarai Kiyoshi）
瑞典烏普薩拉大學教授。
受海利西所託，在電話中協助解開發生在莫斯塔爾的比擬「利比達」傳說的兇案。
海利西·馮·藍道夫·修坦因席爾多（Heinrich Von Löhndorf Steinort）
記者，克羅地亞人。曾在坊間雜誌出版過幾篇御手洗的訪談，和御手洗私教甚篤。
2006年5月受北約犯罪搜查課所託，電話聯絡人在瑞典的御手洗協助解決本次的獵奇案件。
喬治·吉卜林（George Kipling）
北約犯罪搜查課少尉。
致電海利西，希望通過他尋求到御手洗的幫助解決發生在莫斯塔爾的比擬「利比達」傳說的兇案。

#### 案件相關
路波米亞·克拉巴希（Ľubomír Clabassi）
塞爾維亞人。莫斯塔爾的塞爾維亞人集團的首領。
暗中從事將線上遊戲的虛擬貨幣販賣成真實貨幣的行當（RMT: Real Money Trading），以此作為集團資金來源。
被發現死在一棟廢棄大樓中，死因系被利劍刺殺，性器被割下帶走。
亞多藍·薩多卡魯（Jadran Zadcal）
塞爾維亞人。
路波米亞命案現場發現的另外三具男屍之一，死因系被利劍刺殺，頭部被割去，性器被割下帶走。
波里維·布克法（Borivoj Bukva）
塞爾維亞人。
路波米亞命案現場發現的另外三具男屍之一，死因系被利劍刺殺，頭部被割去，性器被割下帶走。
貝凱爾（Bakir）
土耳其血統的波斯尼亞人，穆斯林。
路波米亞命案現場發現的另外三具男屍之一，死因系被利劍刺殺，頭部被割去，性器被割下帶走。且和其他三句屍體不同，被兇手比擬「利比達」傳說開膛破肚，挖去所有內臟并換上奇異的替代物品。
丁科·米利塞維奇（Dinco Milošević）
克羅地亞人，隸屬克羅地亞和平機構，民族主義者。
身患重病，在斯托拉克大學醫院接受治療。
因為家人均被路波米亞強暴殺害，所以是最有可能殺害路波米亞的嫌疑犯。但因為其血型與現場留下的凶嫌血型不一致，因此逍遙法外。

#### 寓言人物
雷娜妲（Renata）
住在中世紀杜布羅夫尼克的貧窮女性，臉上有著一大塊痣，因此受盡他人的厭惡和歧視。
有一個體弱多病的兒子伊旺。
因為為教會中的利比達人偶擦除臉上的鐵鏽，因而臉上的痣消失不見了。
在奧托曼帝國的大軍臨城之時，帶著病危的兒子前往神父所在的教會。神父告知「獲得生命的利比達將會拯救我們」，讓利比達獲得生命的方法就是在利比達的身體內填入用物件代替的「內臟」。
伊旺（Ivan）
雷娜妲的兒子，自幼體弱多病。
在奧托曼帝國的大軍臨城之時，隨著母親避難至教會，隨後病死。神父之後從他的屍體中取出心臟，作為令利比達復活的必要道具放入利比達的身體里。之後伊旺的靈魂轉移到利比達身上，并令奧托曼大軍離去。
赫爾沃耶·奇卡多（Hrvoje）
杜布羅夫尼克教會內的神父，素有民望。比起市內更替頻繁的總督，他才是事實上的杜布羅夫尼克的統治者。
在奧托曼帝國的大軍臨城之時，聲稱只有令利比達復活才能拯救大家。之後讓雷娜妲製作代替利比達內臟的東西，並取出伊旺的心臟放入利比達體內。然而復活的利比達在城門上卻將神父刺殺，之後奧托曼大軍亦離去。

## 《克羅地亞人之手》

### 故事概要
克羅地亞人德拉岡·波佐維奇和伊文·意凡強受邀來到日本芭蕉紀念會館參加俳句交流活動。某日兩人醉酒後由會館人員送回房間後，翌日伊文就被發現死在德拉岡的房間內的水槽中，右手被水槽內的食人魚啃掉，臉部也被食人魚咬得面目全非；而德拉岡也在會館外遇上交通意外，隨身攜帶的行李箱更發生爆炸。警方開始調查，發現伊文所住的房間只能從內部上鎖，而案發現場在發現之時就處於密封狀態，換言之是密室兇案。束手無策的警方求教於石岡，在御手洗身在外國的情況下，石岡擔任起偵探的角色......

### 登場人物

#### 主要角色
御手洗 潔（Mitarai Kiyoshi）
目前身在瑞典，似乎正在進行某種研究工作。對石岡打來的求助電話似乎顯得不耐煩。
石岡 和己（Ishioka Kazumi）
御手洗的好友。
受警方所託參與調查發生在芭蕉紀念會館的兇案。在案件調查碰到瓶頸時打電話向御手洗求助，無奈御手洗的冰冷態度令他不是滋味。

#### 案件相關
伊文·意凡強（Ivan Ivanchan）
克羅地亞人。日本俳句的愛好者，曾寫出不錯的佳作，因此受邀來到日本進行交流。
被發現在溺死在會館密室房間里的水槽中，臉部和右手被水槽內的食人魚啃掉。
德拉岡·波佐維奇（Dragan Bozhovich）
塞爾維亞人。日本俳句的愛好者，曾寫出不錯的佳作，因此受邀來到日本進行交流。
在伊文死亡的當日早上，在會館外遇上交通意外，隨身攜帶的行李包同時發生爆炸，被炸死。
寄居（Yorii）
警察。負責調查芭蕉會館的兇案。在案件調查陷入困境時向石岡致電求助。
成田（Narita）
會館職員。在德拉岡和伊文死亡的前晚，負責將醉酒的兩人從酒館送回會館房間里。
吉田（Yoshida）
會館職員。在德拉岡和伊文死亡的前晚，負責將醉酒的兩人從酒館送回會館房間里。

## 外部連結
- （日語）http://bookclub.kodansha.co.jp/bc2_bc/search_view.jsp?b=2770121（页面存档备份，存于）
- （简体中文）豆瓣讀書：利比達寓言（页面存档备份，存于）